# Cuestión lingüística griega
La cuestión lingüística griega o debate lingüístico griego (en griego γλωσσικό ζήτημα, glosikó zítima o simplemente γλωσσικό, glosikó) fue una disputa que discutía si la lengua oficial de Grecia debía ser la lengua popular (griego demótico o dimotikí) o una versión arcaizante basada en la Koiné clásica (kazarévusa). El término fue acuñado a principios del siglo XX por Ioannis Psycharis, uno de los grandes defensores del demótico.
Fue un tema altamente controvertido durante los siglos XIX y XX, creándose una situación de diglosia, dadas las diferencias entre la lengua del pueblo y la del estado y los medios de comunicación. La polémica acabó resolviéndose en 1976, cuando el griego demótico se convirtió en la lengua oficial de Grecia. Con todo, un buen número de elementos léxicos, sintácticos y fonéticos de la kazarévusa se fueron integrando en la lengua popular. Por tanto, el griego actual no se considera puramente demótico sino una mezcla de ambas variedades en la que predomina el elemento demótico.

## Ejemplo de diglosia
Para una persona que no hable griego y cuya lengua materna (p. ej. el español) no muestre una forma de diglosia comparable, puede ser difícil comprender la motivación de la cuestión lingüística griega, que excede en gran medida las diferencias estilísticas habituales entre la lengua oral y escrita. La situación podría compararse a la que se daba en parte de la Europa medieval, en que la lengua formal y oficial era el latín, mientras que la popular era el romance de cada región.
| Καθαρεύουσα (Katharévousa) |
| --- |
| Τὸ ὑποβληθὲν τῇ Ἱερᾷ Συνόδῳ ἐν χειρογράφῳ πόνημα Ὑμῶν ὑπὸ τὸν τίτλον «Βίος Ἰησοῦ Χριστοῦ» παρέπεμψεν αὔτη τῷ προεδρευόντι αὐτῆς Σεβ. Ἀρχιεπισκόπῳ Σύρου, Τήνου καὶ Ἄνδρου κ. Μεθοδίῳ, ὅπως δι' ἐκθέσεως αὐτοῦ ἀναφέρῃ αὐτῇ, ἂν τὸ περιεχόμενον τοῦ πονήματος τούτου εἶναι σύμφωνον πρὸς τὰς παραδόσεις τῆς Ὀρθοδόξου Ἐκκλησίας. To hipovlithèn tí Hiera Sinóðo en jirográfo pónima Imón hipo ton títlon «Víos Iisú Jristú» parépempsen áfti tó proeðrevónti aftís Sev. Arxiepiskópo Síru, Tínu ke Anðru k. Methoðío, ópos ði' ekthéseos aftú anaféri aftí, an to periejómenon tu ponímatos tútu íne símfonon pros tas paraðósis tís Orthoðóxu Eklisías. |
| Δημοτική (Dimotikí) |
| Το πόνημά σας που υποβλήθηκε σε χειρόγραφο στην Ιερά Σύνοδο με τον τίτλο «Βίος Ιησού Χριστού» παραπέμφθηκε στον πρόεδρό της Σεβ. Αρχιεπίσκοπο Σύρου, Τήνου και Άνδρου κ. Μεθόδιο, ώστε με έκθεσή του να της αναφέρει αν το περιεχόμενο του πονήματος αυτού είναι σύμφωνο με τις παραδόσεις της Ορθόδοξης Εκκλησίας. To pónimá sas pu ipovlíthike se jirógrafo stin Ierá Sínoðo me ton títlo «Víos Iisú Jristú», parapémfthike ston próeðro tis Sev. Arxiepískopo Síru, Tínu ke Anðru k. Methóðio, oste me ékthesí tu na tis anaféri an to periejómeno tu ponímatos aftú íne símfono me tis paraðósis tis Orthóðoxis Eklisías.                           |
| Español |
| Su obra, que se presentó manuscrita en el Sagrado Sínodo bajo el título «Vida de Jesucristo», ha sido enviada por él [el Sínodo] a su presidente, Metodio, venerable Arzobispo de Siros, Tinos y Andros, para que determine si el contenido de dicha obra está acorde con las tradiciones de la Iglesia ortodoxa. |